# Elisabeth Piirainen
Elisabeth Piirainen (* 12. Januar 1943 in Hannover als Elisabeth Martha Ellinor Dörrie; † 29. Dezember 2017 in Steinfurt) war eine deutsche Sprachwissenschaftlerin.

## Leben
Elisabeth Dörrie wurde als Tochter des Klassischen Philologen Heinrich Dörrie und dessen Frau Annemarie Renate Emilie, geb. Lueder, in Hannover geboren. Nach einem Studium der Sprachwissenschaft (darunter Germanistik und Niederlandistik) in Münster, Amsterdam und Helsinki wurde sie 1970 an der Universität Münster promoviert. Anschließend war sie als Lektorin für deutsche Sprache an der in Mittelfinnland gelegenen Universität Jyväskylä tätig. 1963 lernte sie den finnischen Germanisten Ilpo Tapani Piirainen kennen und heiratete ihn 1967. Bereits seit 1975 hatte sie die Leitung verschiedener Projekte zur niederdeutschen Philologie inne. Von 2006 bis 2010 war sie im Wissenschaftsrat der Europäischen Gesellschaft für Phraseologie (Europhras). Sie lebte in Steinfurt in Deutschland, wo sie im Dezember 2017 verstarb.

## Auszeichnungen
- 1987 erhielt sie das LWL-Arbeitsstipendium
- 2001 erhielt sie den Johannes-Saß-Preis für ihre Phraseologie der westmünsterländischen Mundart (2 Bände).[3]

## Werke (Auswahl)
- Widespread Idioms in Europe and Beyond. Toward a Lexicon of Common Figurative Units. Vol. II. In Zusammenarbeit mit József Attila Balázsi, New York [etc.], Peter Lang, 2016, ISBN 978-1-4331-2969-8
- Endangered Metaphors (mit Anna E. Idström), Amsterdam/Philadelphia, John Benjamins, 2012, ISBN 978-90-272-0405-9
- Widespread Idioms in Europe and Beyond. Toward a Lexicon of Common Figurative Units. New York [etc.], Peter Lang, 2012, ISBN 978-1-4331-0579-1
- Zur Theorie der Phraseologie (mit Dobrovolʹskij, Dmitrij O.), Tübingen, Stauffenburg-Verlag, 2009, ISBN 978-3-86057-179-8
- Figurative Language. Cross-cultural and Cross-linguistic Perspective (mit Dobrovolʹskij, Dmitrij O.), Amsterdam [etc.], Elsevier, 2005, ISBN 0-08-043870-9
- Phraseologie in Raum und Zeit, Baltmannsweiler, Schneider-Verl. Hohengehren, 2002, ISBN 3-89676-542-6
- Phraseologie der westmünsterländischen Mundart. Teil 1 und 2. (Lexikon der westmünsterländischen Redensarten), Baltmannsweiler, Schneider-Verl. Hohengehren, 2000, ISBN 3-89676-195-1
- Symbole in Sprache und Kultur (mit Dobrovolʹskij, Dmitrij O.), Bochum, Brockmeyer, 1997, ISBN 3-8196-0487-1
- Wörterbuch der westmünsterländischen Mundart, Heimatverein Vreden, 1992, ISBN 3-926627-09-3
- Bessmoders Tied, mundartliches Lesebuch, Heimatverein Vreden, 1987, ISBN 3-926627-00-X